# Templo Kopeshwar

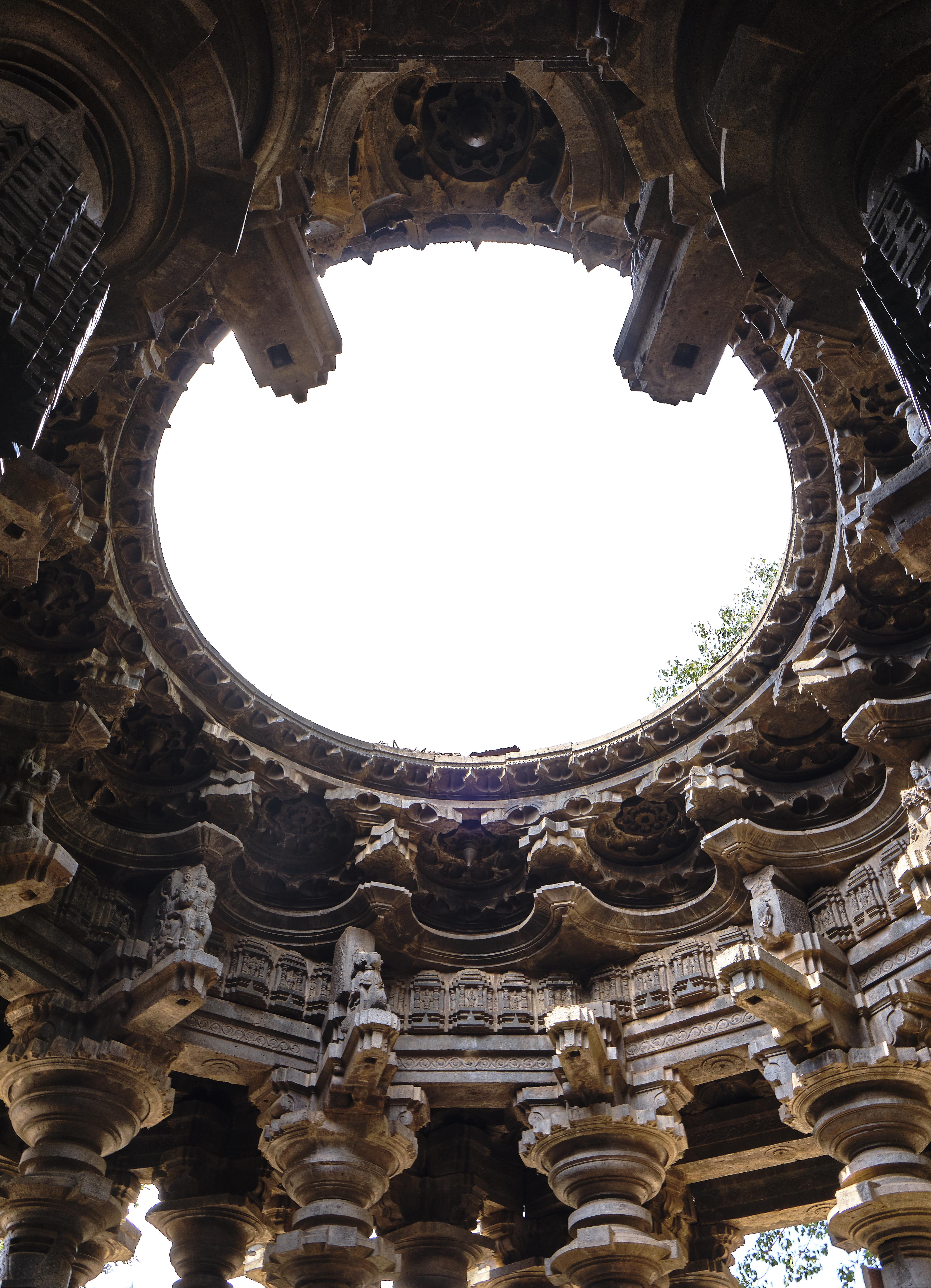
Vista interna do Swarga gruha

O Templo Kopeshwar fica em Khidrapur, distrito de Kolhapur, Maharashtra. É um templo hindu dedicado a Shiva. Este templo fica em Maharashtra e também é acessível a partir de Sangli . Foi construído no século XII pelo rei Gandaraditya de Shilahara, entre 1109 e 1178 d.C. Fica a leste de Kolhapur, na margem do rio Krishna. Apesar de os Silaharas terem sidoreis jainistas,  construíram e reformaram vários templos hindus, demonstrando assim o seu respeito e amor por todas as religiões. Kopeshwar significa Shiva irado.
Todo o templo é dividido em quatro partes: Swargamandapa, Sabhamandapa, Antaral kaksha e Garbha gruha. O Swargamandapa tem um vestíbulo com o topo aberto. O santuário é cônico. O exterior tem esculturas impressionantes de divindades e figuras seculares. Estátuas de elefantes sustentam o peso do templo na base. No interior, vemos primeiro Vixnu (Dhopeshwar) e Shivaling voltados para o norte. Mas não há Nandi com um Mandir separado. O Ator-Pendal separado, também chamado de swarga mandap, o salão, os pilares antigos, as esculturas de deuses e artistas masculinos e femininos em várias poses são atraentes.
Ao entrar no Svarga Mandap, há uma abertura circular vista no topo. É sustentada por 48 pilares esculpidos à mão. Na periferia do Svarga Mandap, há ídolos esculpidos do Senhor Ganesha, Karthikeya swami, Senhor Kubera, Senhor Yamraj, Senhor Indra, etc., juntamente com seus animais de transporte, como pavão, rato, elefante, etc. No centro do Svarga Mandap, pode-se ver ídolos do Senhor Brahma na parede lateral esquerda da entrada do Sabha Mandap. No centro, pode-se ver o shivling de Shiva Kopeshwar situado no Garbh Gruha, e próximo à parede lateral direita, é visível o ídolo esculpido de Vishnu. Um pedestal de pedra montado a leste da porta sul do templo possui uma inscrição esculpida em sânscrito, escrita em Devnagari. Ela menciona que o templo foi reformado em 1136 por Raj Singhadev, da dinastia Yadav.

## Galeria

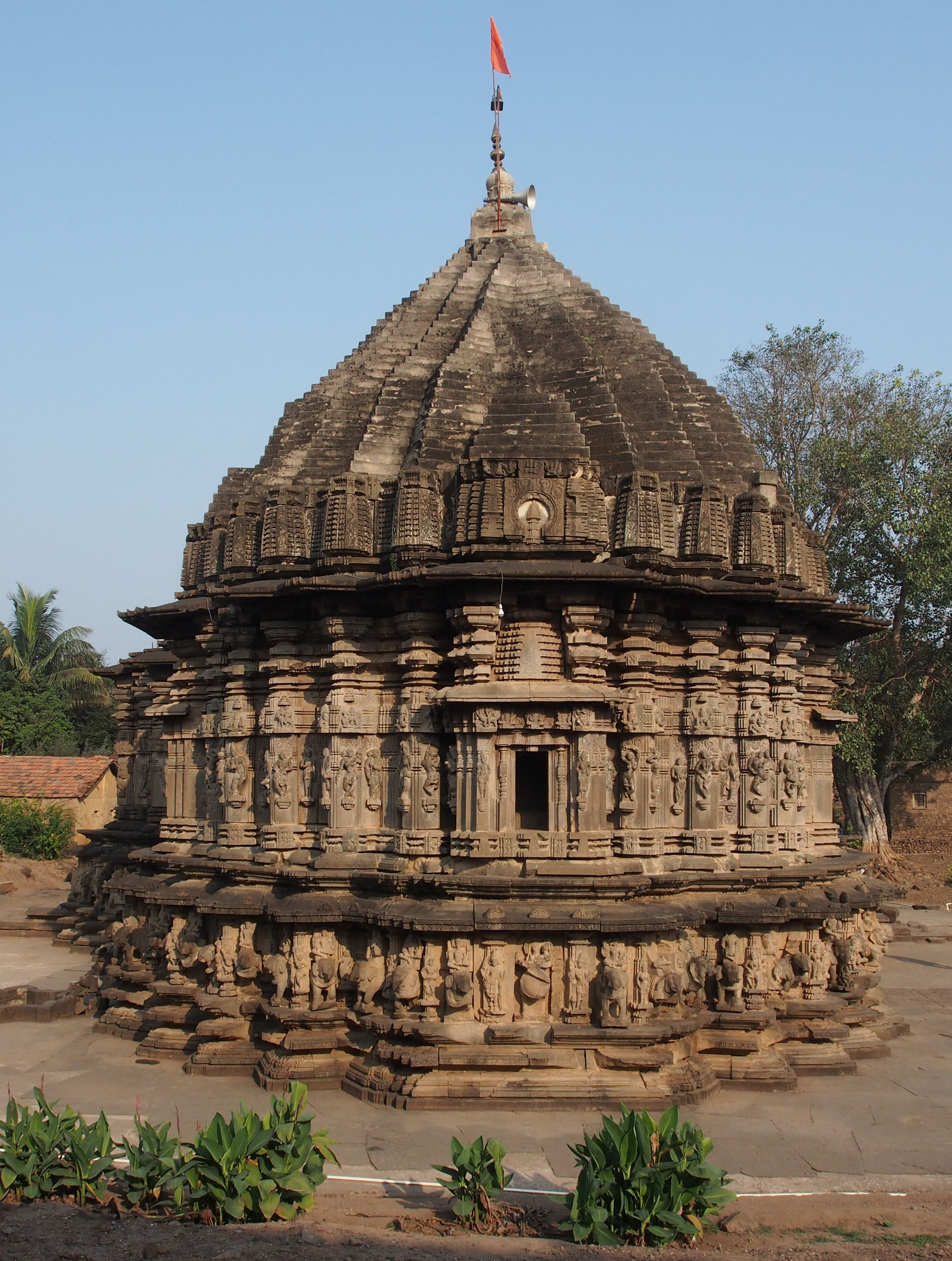
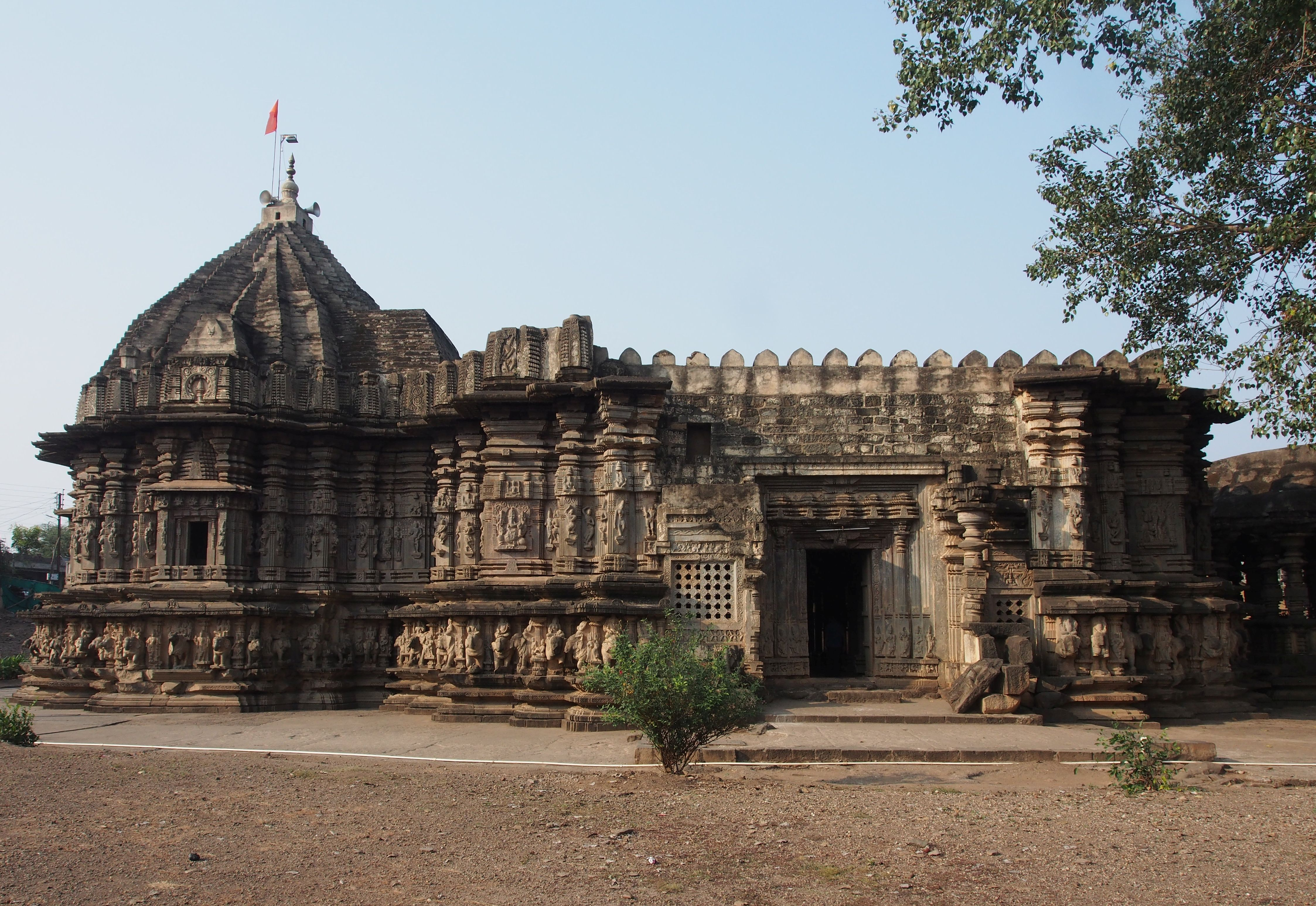
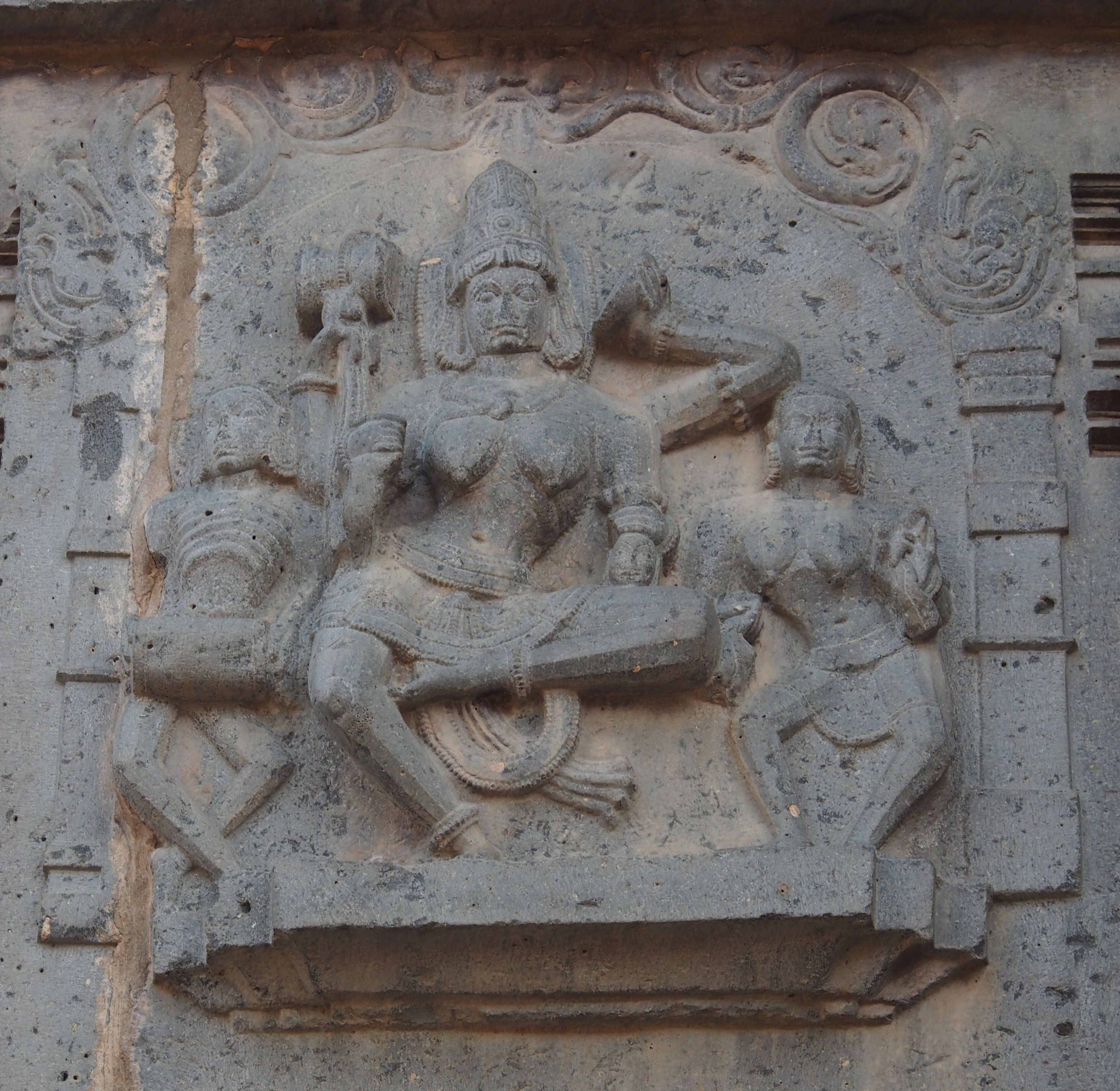
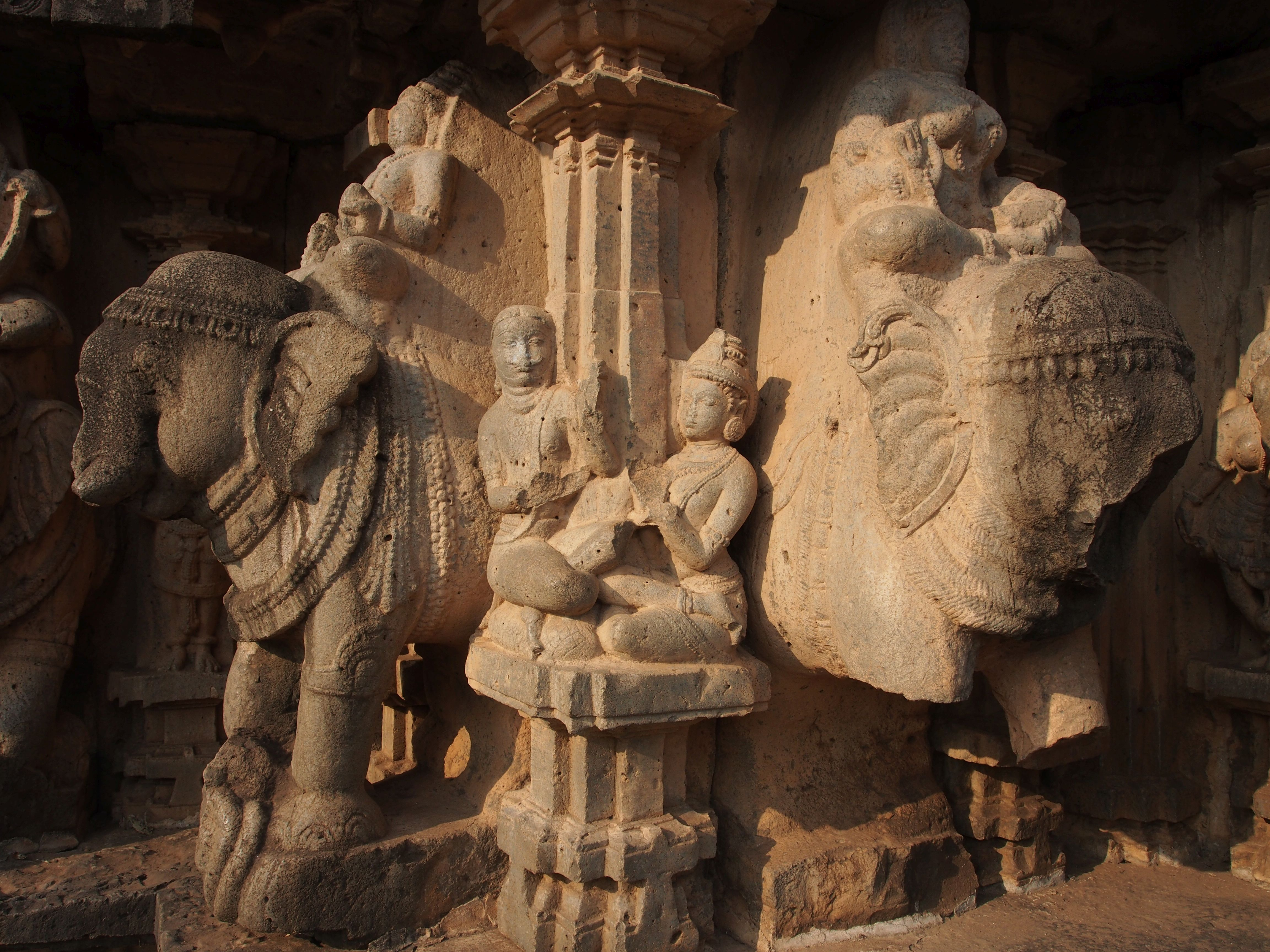
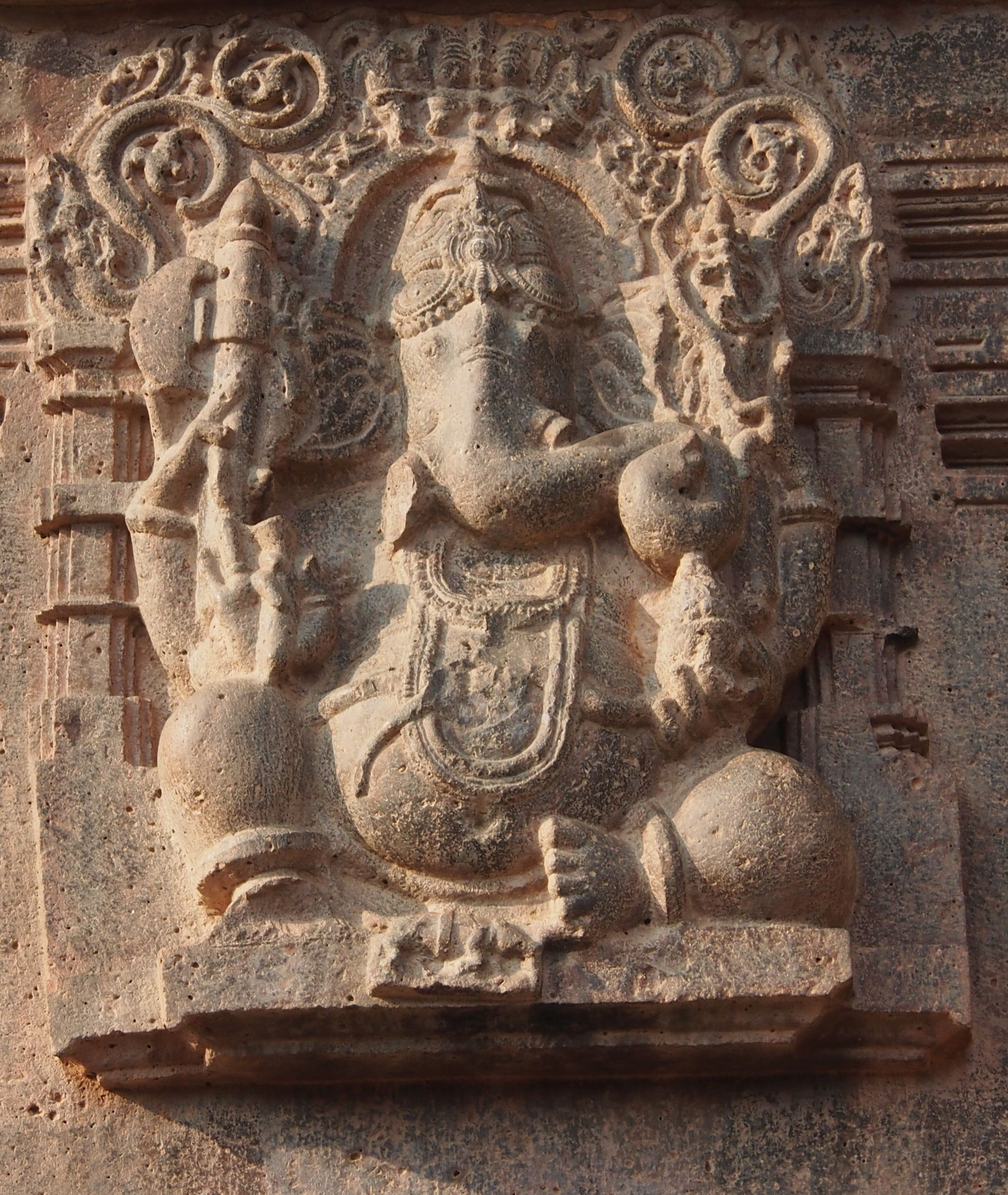
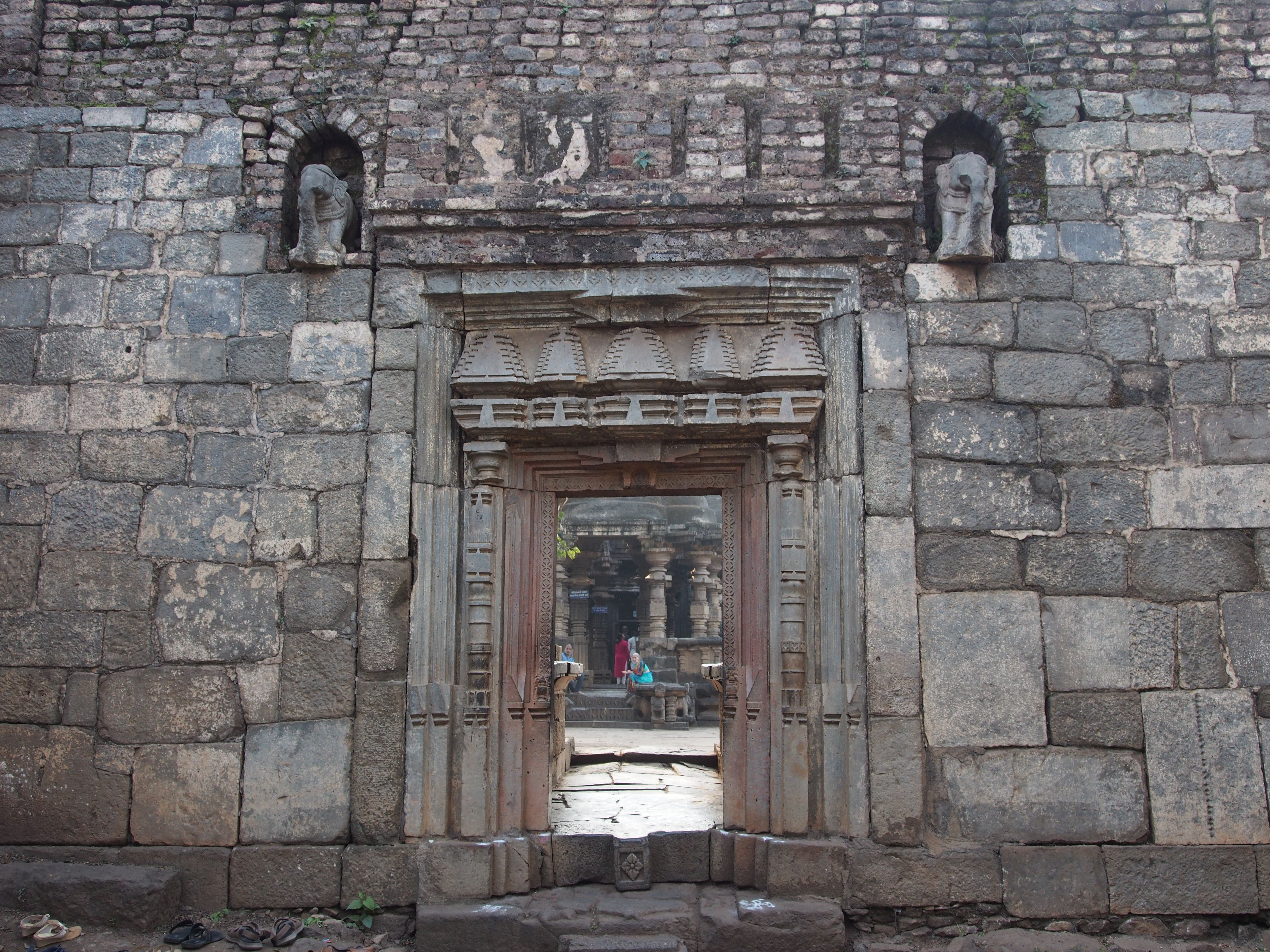